# Elżbieta Skrzypek
Elżbieta Maria Skrzypek (ur. 23 października 1952 w Pysznicy) – polska ekonomistka, profesor nauk ekonomicznych.

## Życiorys
Ukończyła Liceum Ekonomiczne w Rzeszowie, a następnie studia ekonomiczne w Akademii Ekonomicznej w Krakowie w 1975. Stopień doktora nauk ekonomicznych uzyskała w 1985 za pracę pt. "Różnicowanie cen węgla kamiennego jako narzędzie optymalizacji wykorzystania zasobów w gospodarce narodowej". Stopień doktora habilitowanego otrzymała w 1992 w oparciu o pracę pt. "Skuteczność ekonomicznych stymulatorów jakości wyrobów rynkowych w gospodarce". Tytuł profesora nauk ekonomicznych uzyskała w 2001.
W latach 1995–1996 była prodziekanem, a w latach 2005–2008 dziekanem Wydziału Ekonomicznego UMCS. W latach 1999–2002 była prorektorem UMCS. Obecnie zatrudniona jest na Wydziale Ekonomicznym UMCS w Instytucie Nauk o Zarządzaniu i Jakości w Katedrze Kapitału Intelektualnego i Jakości, a także jest kierownikiem studiów doktoranckich.